# August Darnell
Thomas August Darnell Browder, noto anche con lo pseudonimo di Kid Creole (Bronx, 12 agosto 1950), è un musicista, cantante e compositore statunitense, membro dei Dr. Buzzard's Original Savannah Band, Kid Creole & The Coconuts e Elbow Bones and the Racketeers.

## Biografia
August Darnell è nato nel Bronx nel 1950. Sua madre proveniva dalla Carolina del Sud ed era di origini caraibiche e italiane, mentre il padre era invece nato a Savannah, nella Georgia.
Dopo aver formato gli In-Laws con il fratello Stony Browder nel 1965, gruppo scioltosi quando Darnell iniziò a dedicarsi a un master di lingua inglese, pubblicò i suoi primi album con i Dr. Buzzard's Original Savannah Band, formazione inaugurata nel 1974 e nella quale militavano il suonatore di vibrafono Coati Mundi (pseudonimo di Andy Hernandez), la cantante Cory Daye e il batterista Mickey Sevilla.
Più tardi, nel 1980, Darnell assunse il nome d'arte di Kid Creole (un nome tratto dal film King Creole con di Elvis Presley) e formò un gruppo con le Coconuts che conobbe un grande successo grazie ai singoli My Male Curiosity, Stool Pigeon, Annie, I'm Not Your Daddy e I'm a Wonderful Thing, Baby.
Oggi Darnell lavora come produttore tra Londra e la Svezia e organizza delle occasionali tournée con le Coconuts. Nel 2010 si esibì alla Night of the Proms.

## Discografia

### Nei gruppi

#### Nei Dr. Buzzard's Original Savannah Band

##### Album in studio
- 1976 – Dr. Buzzard's Original Savannah Band
- 1978 – Dr. Buzzard's Original Savannah Band Meets King Penett
- 1979 – Dr. Buzzard's Original Savannah Band Goes to Washington
- 1984 – Calling All Beatniks!

#### Nei Kid Creole & The Coconuts

##### Album in studio
- 1980 – Off the Coast of Me
- 1982 – Fresh Fruit in Foreign Places
- 1981 – Tropical Gangsters
- 1983 – Doppelganger
- 1985 – In Praise of Older Women... and Other Crimes
- 1987 – I, Too, Have Seen the Woods
- 1990 – Private Waters in the Great Divide
- 1991 – You Shoulda Told Me You Were...
- 1993 – KC2 Plays K2C
- 1995 – To Travel Sideways
- 1995 – Kiss Me Before the Light Changes
- 1997 – The Conquest of You
- 2001 – Too Cool to Conga!
- 2011 – I Wake Up Screaming

- 1983 – New York at Dawn